# Де Паула, Эмануэла
Эмануэла Де Паула (порт. Emanuela de Paula; родилась 25 апреля 1989, Кабу-ди-Санту-Агостинью) — бразильская топ-модель.
Является бразильской мулаткой, отец чернокожий, мать белая. Со слов самой модели является одной из немногих чернокожих моделей бразильянок. Карьеру начала в детстве, в девятилетнем возрасте снялась для рекламы местного супермаркета, в пятнадцать лет заключила первый профессиональный контракт с французским агентством Marilyn Agency. В 2005 году впервые дефилировала на показах Ralph Lauren, Zac Posen и Bill Blass в Нью-Йорке. К 2009 году уже входила в десятку самых высокооплачиваемых моделей мира.
В различное время принимала участие в показах: Ralph Lauren, Bill Blass, Zac Posen, Shiatzy Chen, Alexandre Herchcovitch, Colcci, Diane von Furstenberg, Jennifer Lopez, Sweetface, Kenneth Cole, Lacoste, Rebecca Taylor, Salinas, Tommy Hilfiger, Yigal Azrouël, Alexandre Herchcovitch, Cavalera, DKNY, GAP, Hush Puppies, MAC, Sephora, Tommy Hilfiger, Top Shop и других.
В 2008, 2010 и 2011 годах была приглашена на итоговый показ компании «Victoria’s Secret». В 2009 году снялась для календаря «Pirelli».